# Lichtdruck-Werkstatt-Museum

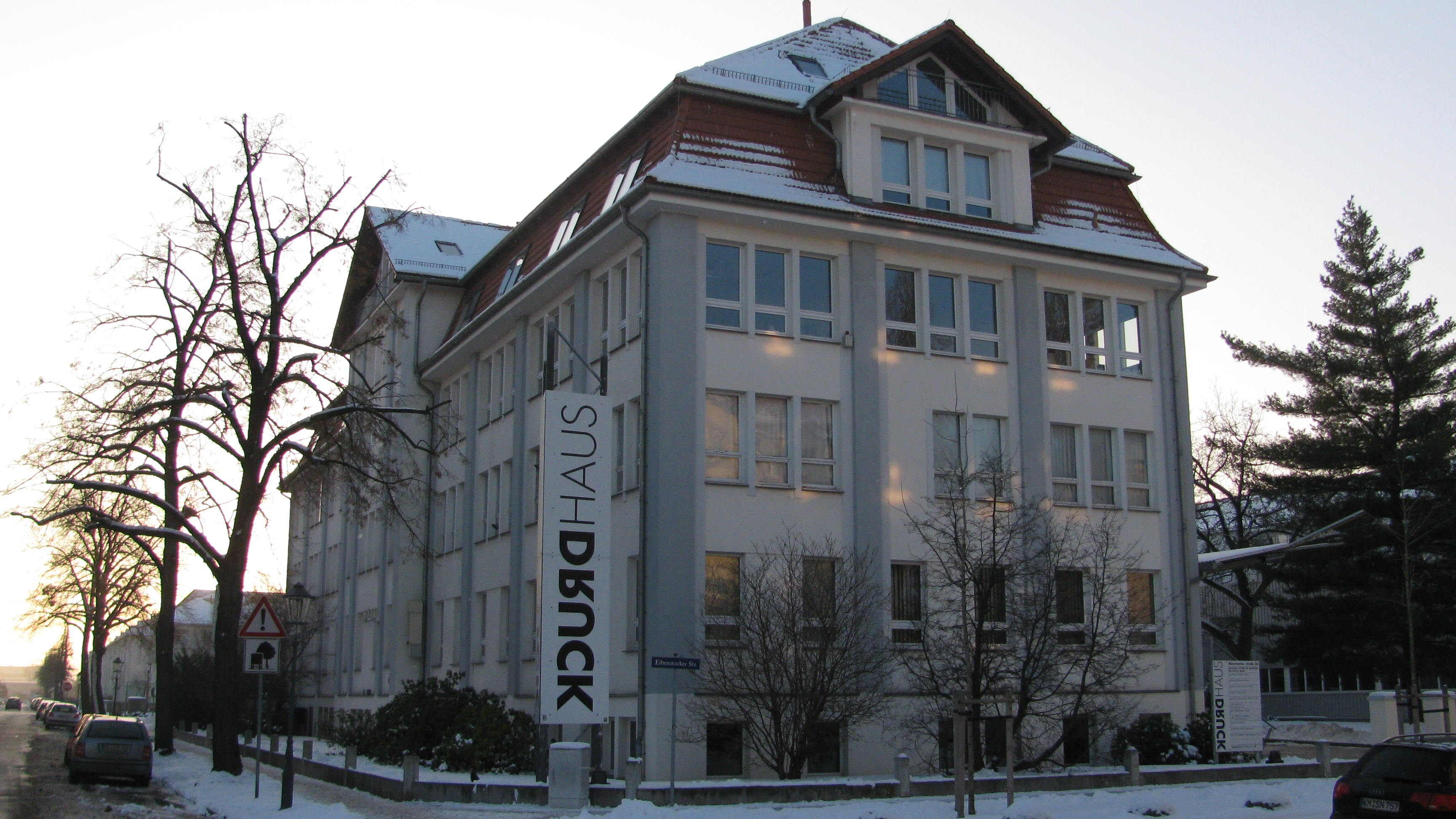
Druckhaus Dresden, Standort des Lichtdruck-Werkstatt-Museums

Das Lichtdruck-Werkstatt-Museum in Dresden ist ein Spezialmuseum zum Thema Lichtdruck. Zurzeit ist das technische Denkmal langfristig wegen Umbaumaßnahmen geschlossen. Die weitere Ausgestaltung des Privatmuseums ist ungewiss.

## Ausstellung
Die Lichtdruckwerkstatt befindet sich im Druckhaus Dresden an der Bärensteiner Straße im Stadtteil Gruna. Mit den Technischen Sammlungen befindet sich ein weiteres Dresdner Museum in der Nähe. Das Lichtdruck-Werkstatt-Museum fungierte zunächst als „arbeitendes Museum“. Die historischen Druckmaschinen befanden sich in kommerziellem Betrieb, um Lichtdrucke herzustellen. Neben dieser Techniksammlung sind Originaldruckgrafiken und andere Dokumente historischer Drucktechniken ausgestellt, wie Dokumente des Buchdrucks, des Stein- und Tiefdrucks. Auch Ausführungen zum Offsetdruck befanden sich im Museum. Ein Termin für die Wiedereröffnung steht nicht fest. 

## Geschichte
Nach der Erfindung des Farblichtdruckverfahrens durch Joseph Albert erwarben Dresdner Unternehmen Lizenzen für diese Technik. Nachdem sich der Offsetdruck durchgesetzt hatte, blieb dem Lichtdruck nur die Nische der Reproduktion von Fotografien, Handschriften und Grafiken. Da er zu den wenigen Verfahren gehört, mit denen Halbtöne übertragen werden können, hielt sich der Lichtdruck in Dresden auch über den Zweiten Weltkrieg hinaus. Bereits seit 1925 produzierte die Lichtdruckanstalt Arthur Kolbe in Dresden. Sie war ein Tochterunternehmen der Kunstanstalten May an der Kipsdorfer Straße in Striesen. In der Zeit der DDR gehörte sie zum VEB Grafischer Großbetrieb Völkerfreundschaft und stellte Lichtdrucke her, die unter anderem bei Staatsbesuchen als Gastgeschenke verwendet wurden. Nach der Wende übernahm der ehemalige Werkstattleiter das Unternehmen, das 1993 in Konkurs ging.
Der niedersächsische Druckereibesitzer Karl Nolle, der sich um 1990 in Dresden angesiedelt hatte, erstand die acht alten Maschinen zum symbolischen Preis von 1 DM. Vier von ihnen konnten erhalten werden und wurden zum neuen Standort im Druckhaus Dresden an der Bärensteiner Straße transportiert. Im März 1994 eröffnete die wieder eingerichtete Lichtdruck-Werkstatt als Museum und war somit eine der weltweit letzten Produktionsstätten für den Lichtdruck. Bis 1998 wurden durch die UNESCO etwa 200 Drucke ausgezeichnet. Im Jahr 2001 erklärte das Landesamt für Denkmalpflege die Werkstatt zum technischen Denkmal. Wenige Jahre später wurde sie geschlossen.